# Dicranota denningi
Dicranota denningi är en tvåvingeart. Dicranota denningi ingår i släktet Dicranota och familjen hårögonharkrankar.

## Underarter
Arten delas in i följande underarter:
- D. d. brevicula
- D. d. denningi
- D. d. evanescens